# Ollie Barbieri
Ollie Barbieri (Bath, Inglaterra, 12 de noviembre de 1991) es un actor inglés, más conocido por su papel de JJ Jones en la serie de televisión británica Skins.

## Biografía
En 2008 fue elegido para el papel de JJ Jones en la serie Skins, donde participó por dos temporadas. Posteriormente, trabajó en la película Anuvahood, dirigida por Adam Deacon. En la película interpretó a Enrique. En 2010 interpretó a Michael en la obra A Small Town Murder de la BBC Radio 4.

## Filmografía
- A Friend Indeed (2013) - Michael joven
- Anuvahood (2011) - Enrique
- Skins (2009-2010) - JJ Jones

- Datos: Q1336963